# فردی برچ
فردی برچ (انگلیسی: Freddie Burch؛ زادهٔ ۱۸۸۶) بازیکن فوتبال اهل بریتانیا است.
از باشگاه‌هایی که در آن بازی کرده‌است می‌توان به باشگاه فوتبال ردینگ و باشگاه فوتبال پلیموث آرگیل اشاره کرد.